# Bosnabahn
| Zug nach Sarajevo bei km 217. An der Spitze eine Lok JDŽ 189, dahinter eine JDŽ 73. |                         |                                 |                                 |
| |                         |                                 |                                 |
| Spurweite: | 760 mm (Bosnische Spur) |                                 |                                 |
| |                         |                                 |                                 |
| \| \| \| von Slavonski Brod, Normalspur \| \| \| \| \| Save (485 m) \| \| \| \| 0,0 \| Bosanski Brod[1] \| 90,5 m ü. A. \| \| \| \| \| \| \| \| 4,6 \| Sijekovac \| Sijekovac \| \| \| 9,3 \| Novo Selo \| Novo Selo \| \| \| 17,0 \| Han Lužan Wasserstation \| Han Lužan Wasserstation \| \| \| 24,0 \| Derventa (Dervent) \| 110,5 m ü. A. \| \| \| 30,3 \| Donja Bilnja \| Donja Bilnja \| \| \| 35,7 \| Vrhovi \| 148,3 m ü. A. \| \| \| 43,6 \| Kamen (Steinbruch) \| 233 m ü. A. \| \| \| 48.1 \| Lupljenica[2] \| 265,9 m ü. A. \| \| \| 49,0 \| Han Marica[3] \| 271 m ü. A. \| \| \| 53,8 \| Dažnica[2] \| 208 m ü. A. \| \| \| 59,9 \| Velika[3] \| Velika[3] \| \| \| 65,0 \| Komarica[2] \| 154 m ü. A. \| \| \| 70,5 \| Kotorsko \| 127,3 m ü. A.[4] \| \| \| \| Normalspur aus Šamac, seit 1947 \| \| \| \| 75,4 \| Johovac[2] \| 134,4 m ü. A. \| \| \| \| von Banja Luka[5] \| \| \| \| 81,2 \| Rudanka[2] \| 138,7 m ü. A. \| \| \| \| Bosna \| \| \| \| \| (Hangbrücke 200 m) \| \| \| \| 83,1 0,0 \| Doboj[6] (Schmalspur) \| 143 m ü. A. \| \| \| \| Bosna (60 m) \| \| \| \| \| Doboj (Normalspur, seit 1947) \| \| \| \| 85,0 \| Usora[7] \| 145,3 m ü. A. \| \| \| 86,3 \| Usoratalbahn, Bosna (192 m) \| Usoratalbahn, Bosna (192 m) \| \| \| 7,8 \| Suho Polje \| 148 m ü. A. \| \| \| 17,7 0 \| Karanovac \| 156 m ü. A. \| \| \| 6 \| Gračanica \| Gračanica \| \| \| 27,9 \| Petrovoselo \| 171 m ü. A. \| \| \| 31,4 \| Spreča (46 m) \| Spreča (46 m) \| \| \| \| Miričina \| 178 m ü. A. \| \| \| 39,9 \| Dobošnica \| 179 m ü. A. \| \| \| 44,5 \| Puračić-Lukavac \| 183 m ü. A. \| \| \| 51,2 \| Bistarac \| 198 m ü. A. \| \| \| 56,4 \| Bukinje \| 213 m ü. A. \| \| \| \| von Živinice \| \| \| \| \| nach und von Brčko \| \| \| \| 58,9 \| Ringofen Tuzla \| Ringofen Tuzla \| \| \| \| Jala (34 m) \| \| \| \| 59,8 \| Kreka \| Kreka \| \| \| \| Tuzla (Normalspur) \| \| \| \| \| Jala \| \| \| \| 61,9 \| Dolnj Tuzla (Schmalspur) \| Dolnj Tuzla (Schmalspur) \| \| \| 66,7 \| Simin Han \| 266 m ü. A. \| \| \| 93,6 \| Potočani Wasserstation \| Potočani Wasserstation \| \| \| 96,9 \| Trbuk \| 160 m ü. A. \| \| \| 100,3 \| Trbuk Wasserstation \| Trbuk Wasserstation \| \| \| 107,6 \| Bosna (162 m) \| Bosna (162 m) \| \| \| 108,5 \| Maglaj \| 175 m ü. A. \| \| \| 121,0 \| Globarica \| 194 m ü. A. \| \| \| 118,7 \| Kusače \| Kusače \| \| \| \| Olovo \| \| \| \| 0,0 131,9 \| Zavidovići \| Zavidovići \| \| \| \| Bosna \| \| \| \| \| Bosna \| \| \| \| 144,5 \| Žepče \| 218 m ü. A. \| \| \| \| Bosna (112 m) \| \| \| \| 159,0 \| Begov Han ab 1880 \| Begov Han ab 1880 \| \| \| 156,6 \| Golubinja Wasserstation \| Golubinja Wasserstation \| \| \| \| Bosna \| \| \| \| 167,6 \| Nemila \| 280 m ü. A. \| \| \| \| Vranduk[8] (1532 m) \| \| \| \| 175,8 \| Vranduk \| Vranduk \| \| \| \| Bosna \| \| \| \| 187,5 \| Bosna (100 m) \| Bosna (100 m) \| \| \| 189,6 \| Zenica \| 324,3 m ü. A. \| \| \| \| Bosna \| \| \| \| \| Bosna \| \| \| \| 198,9 \| Janjići \| 337,9 m ü. A. \| \| \| \| Lašva (80 m) \| \| \| \| \| von Jajce/Bugojno–Donji Vakuf \| \| \| \| \| (38 m) \| \| \| \| \| Lašva \| \| \| \| 208,0 \| Gora \| 362,5 m ü. A. \| \| \| 218,5 \| Kakanj-Doboj \| 376,6 m ü. A. \| \| \| \| Bosna (160 m) \| \| \| \| 222,3 \| Čatići \| Čatići \| \| \| 227,9 \| Dobrinje \| 398,0 m ü. A. \| \| \| 237,1 \| Visoko \| 416,8 m ü. A. \| \| \| 24,7 \| Vareš \| Vareš \| \| \| \| Breza \| \| \| \| \| Stavnja (25 m) \| \| \| \| \| \| \| \| \| 244,6 0,0 \| Podlugovi \| 441,5 m ü. A. \| \| \| 251,5 \| Vogošća \| 466,7 m ü. A. \| \| \| 253,3 0,0 \| Abzweigung Montanbahn \| Abzweigung Montanbahn \| \| \| \| Vogošća (20 m) \| \| \| \| \| Ljubina \| \| \| \| 20,5 \| Čevljanovići \| 733,8 m ü. A. \| \| \| ≈ 24 \| Ivančići \| Ivančići \| \| \| \| Dvor seit 1884, heute Reljevo \| \| \| \| 261,0 \| Rajlovac \| 486,5 m ü. A. \| \| \| \| Narentabahn, ab 1966 Ploče-Bahn \| \| \| \| 263,6 \| Alipašin Most \| Alipašin Most \| \| \| \| Bosnische Ostbahn \| \| \| \| 268,4 0,0 \| Sarajevo Bosnabahnhof \| 527,3 m ü. A. \| \| \| \| Straßenbahn Sarajevo \| \| \| \| 3,5 \| Sarajevo Stadtbahnhof \| Sarajevo Stadtbahnhof \| \| \| \| \| \| \| Strecken der Bosnabahn nach Pfeuffer (1892, Seite 333–338 und Tafel XXVI) und nach Die K. K. Bosna-Bahn in ihrer Entwickelung 1878–1888 mit damaliger Kilometrierung und damaligen Höhenangaben \| \| \| \| |                         |                                 |                                 |
| Streckenprofil der Bosnabahn |                         |                                 |                                 |
| Strecke (außer Betrieb) |                         | von Slavonski Brod, Normalspur  | von Slavonski Brod, Normalspur  |
| Brücke über Wasserlauf (Strecke außer Betrieb) |                         | Save (485 m)                    | Save (485 m)                    |
| Kopfbahnhof Streckenende (Strecke außer Betrieb) · Kopfbahnhof Streckenanfang (Strecke außer Betrieb) | 0,0                     | Bosanski Brod                   | 90,5 m ü. A.                    |
| Strecke von links (außer Betrieb) · Strecke nach rechts (außer Betrieb) |                         |                                 |                                 |
| Haltepunkt / Haltestelle (Strecke außer Betrieb) | 4,6                     | Sijekovac                       | Sijekovac                       |
| Haltepunkt / Haltestelle (Strecke außer Betrieb) | 9,3                     | Novo Selo                       | Novo Selo                       |
| Dienststation / Betriebs- oder Güterbahnhof (Strecke außer Betrieb) | 17,0                    | Han Lužan Wasserstation         | Han Lužan Wasserstation         |
| Bahnhof (Strecke außer Betrieb) | 24,0                    | Derventa (Dervent)              | 110,5 m ü. A.                   |
| Haltepunkt / Haltestelle (Strecke außer Betrieb) | 30,3                    | Donja Bilnja                    | Donja Bilnja                    |
| Bahnhof (Strecke außer Betrieb) | 35,7                    | Vrhovi                          | 148,3 m ü. A.                   |
| Haltepunkt / Haltestelle (Strecke außer Betrieb) | 43,6                    | Kamen (Steinbruch)              | 233 m ü. A.                     |
| Bahnhof (Strecke außer Betrieb) | 48.1                    | Lupljenica                      | 265,9 m ü. A.                   |
| Bahnhof (Strecke außer Betrieb) | 49,0                    | Han Marica                      | 271 m ü. A.                     |
| Strecke von links (außer Betrieb) · Haltepunkt / Haltestelle quer (Strecke außer Betrieb) · Strecke nach rechts (außer Betrieb) | 53,8                    | Dažnica                         | 208 m ü. A.                     |
| Bahnhof (Strecke außer Betrieb) | 59,9                    | Velika                          | Velika                          |
| Bahnhof (Strecke außer Betrieb) | 65,0                    | Komarica                        | 154 m ü. A.                     |
| Bahnhof (Strecke außer Betrieb) | 70,5                    | Kotorsko                        | 127,3 m ü. A.                   |
| Strecke (außer Betrieb) · Strecke |                         | Normalspur aus Šamac, seit 1947 | Normalspur aus Šamac, seit 1947 |
| Bahnhof (Strecke außer Betrieb) · Strecke | 75,4                    | Johovac                         | 134,4 m ü. A.                   |
| Abzweig ehemals geradeaus und von rechts · Strecke |                         | von Banja Luka                  | von Banja Luka                  |
| Bahnhof · Strecke | 81,2                    | Rudanka                         | 138,7 m ü. A.                   |
| Abzweig ehemals geradeaus und nach links · Abzweig geradeaus und von rechts |                         | Bosna                           | Bosna                           |
| Brücke (Strecke außer Betrieb) · Strecke |                         | (Hangbrücke 200 m)              | (Hangbrücke 200 m)              |
| Bahnhof (Strecke außer Betrieb) · Strecke | 83,1 0,0                | Doboj (Schmalspur)              | 143 m ü. A.                     |
| Abzweig geradeaus und nach links (Strecke außer Betrieb) · Kreuzung (Querstrecke außer Betrieb) · Strecke von rechts |                         | Bosna (60 m)                    | Bosna (60 m)                    |
| Strecke (außer Betrieb) · Bahnhof · Strecke |                         | Doboj (Normalspur, seit 1947)   | Doboj (Normalspur, seit 1947)   |
| Bahnhof (Strecke außer Betrieb) · Strecke · Strecke | 85,0                    | Usora                           | 145,3 m ü. A.                   |
| Abzweig nach links und nach rechts (Strecke außer Betrieb) · Abzweig geradeaus und ehemals von rechts · Strecke | 86,3                    | Usoratalbahn, Bosna (192 m)     | Usoratalbahn, Bosna (192 m)     |
| Strecke · Bahnhof | 7,8                     | Suho Polje                      | 148 m ü. A.                     |
| Strecke · Bahnhof | 17,7 0                  | Karanovac                       | 156 m ü. A.                     |
| Strecke · Abzweig geradeaus und ehemals nach links · Kopfbahnhof Streckenende und quer (Strecke außer Betrieb) | 6                       | Gračanica                       | Gračanica                       |
| Strecke · Bahnhof | 27,9                    | Petrovoselo                     | 171 m ü. A.                     |
| Strecke · Brücke über Wasserlauf | 31,4                    | Spreča (46 m)                   | Spreča (46 m)                   |
| Strecke · Haltepunkt / Haltestelle |                         | Miričina                        | 178 m ü. A.                     |
| Strecke · Haltepunkt / Haltestelle | 39,9                    | Dobošnica                       | 179 m ü. A.                     |
| Strecke · Bahnhof | 44,5                    | Puračić-Lukavac                 | 183 m ü. A.                     |
| Strecke · Bahnhof | 51,2                    | Bistarac                        | 198 m ü. A.                     |
| Strecke · Haltepunkt / Haltestelle | 56,4                    | Bukinje                         | 213 m ü. A.                     |
| Strecke · Abzweig geradeaus und von rechts |                         | von Živinice                    | von Živinice                    |
| Strecke · Abzweig geradeaus, nach links und von links |                         | nach und von Brčko              | nach und von Brčko              |
| Strecke · Abzweig geradeaus und ehemals nach rechts | 58,9                    | Ringofen Tuzla                  | Ringofen Tuzla                  |
| Strecke · Brücke über Wasserlauf |                         | Jala (34 m)                     | Jala (34 m)                     |
| Strecke · Bahnhof | 59,8                    | Kreka                           | Kreka                           |
| Strecke · Kopfbahnhof Strecke ab hier außer Betrieb |                         | Tuzla (Normalspur)              | Tuzla (Normalspur)              |
| Strecke · Brücke über Wasserlauf (Strecke außer Betrieb) |                         | Jala                            | Jala                            |
| Strecke · Bahnhof (Strecke außer Betrieb) | 61,9                    | Dolnj Tuzla (Schmalspur)        | Dolnj Tuzla (Schmalspur)        |
| Strecke · Kopfbahnhof Streckenende (Strecke außer Betrieb) | 66,7                    | Simin Han                       | 266 m ü. A.                     |
| ehemaliger Dienststation / Betriebs- oder Güterbahnhof | 93,6                    | Potočani Wasserstation          | Potočani Wasserstation          |
| Bahnhof | 96,9                    | Trbuk                           | 160 m ü. A.                     |
| ehemaliger Dienststation / Betriebs- oder Güterbahnhof | 100,3                   | Trbuk Wasserstation             | Trbuk Wasserstation             |
| Strecke von links · Strecke nach rechts | 107,6                   | Bosna (162 m)                   | Bosna (162 m)                   |
| Bahnhof | 108,5                   | Maglaj                          | 175 m ü. A.                     |
| Bahnhof | 121,0                   | Globarica                       | 194 m ü. A.                     |
| Strecke · Kopfbahnhof Streckenanfang (Strecke außer Betrieb) | 118,7                   | Kusače                          | Kusače                          |
| Abzweig geradeaus und ehemals von links · Bahnhof quer (Strecke außer Betrieb) · Strecke nach rechts (außer Betrieb) |                         | Olovo                           | Olovo                           |
| Bahnhof | 0,0 131,9               | Zavidovići                      | Zavidovići                      |
| Abzweig ehemals geradeaus und nach links · Strecke von rechts |                         | Bosna                           | Bosna                           |
| Abzweig ehemals geradeaus und von links · Strecke nach rechts |                         | Bosna                           | Bosna                           |
| Bahnhof | 144,5                   | Žepče                           | 218 m ü. A.                     |
| Strecke nach links · Strecke von rechts |                         | Bosna (112 m)                   | Bosna (112 m)                   |
| Bahnhof | 159,0                   | Begov Han ab 1880               | Begov Han ab 1880               |
| ehemaliger Dienststation / Betriebs- oder Güterbahnhof | 156,6                   | Golubinja Wasserstation         | Golubinja Wasserstation         |
| Strecke von links · Abzweig ehemals geradeaus und nach rechts |                         | Bosna                           | Bosna                           |
| Bahnhof · Bahnhof (Strecke außer Betrieb) | 167,6                   | Nemila                          | 280 m ü. A.                     |
| Strecke geradeaus (im Tunnel) · Strecke (außer Betrieb) |                         | Vranduk (1532 m)                | Vranduk (1532 m)                |
| Tunnelende · Bahnhof (Strecke außer Betrieb) | 175,8                   | Vranduk                         | Vranduk                         |
| Strecke nach links · Abzweig ehemals geradeaus und von rechts |                         | Bosna                           | Bosna                           |
| Strecke von links · Strecke nach rechts | 187,5                   | Bosna (100 m)                   | Bosna (100 m)                   |
| Bahnhof | 189,6                   | Zenica                          | 324,3 m ü. A.                   |
| Abzweig ehemals geradeaus und nach links · Strecke von rechts |                         | Bosna                           | Bosna                           |
| Abzweig ehemals geradeaus und von links · Strecke nach rechts |                         | Bosna                           | Bosna                           |
| Bahnhof | 198,9                   | Janjići                         | 337,9 m ü. A.                   |
| Brücke über Wasserlauf |                         | Lašva (80 m)                    | Lašva (80 m)                    |
| Abzweig geradeaus und ehemals von rechts |                         | von Jajce/Bugojno–Donji Vakuf   | von Jajce/Bugojno–Donji Vakuf   |
| Tunnel |                         | (38 m)                          | (38 m)                          |
| Bahnhof |                         | Lašva                           | Lašva                           |
| Bahnhof | 208,0                   | Gora                            | 362,5 m ü. A.                   |
| Bahnhof | 218,5                   | Kakanj-Doboj                    | 376,6 m ü. A.                   |
| Strecke nach links · Strecke von rechts |                         | Bosna (160 m)                   | Bosna (160 m)                   |
| Haltepunkt / Haltestelle | 222,3                   | Čatići                          | Čatići                          |
| Bahnhof | 227,9                   | Dobrinje                        | 398,0 m ü. A.                   |
| Bahnhof | 237,1                   | Visoko                          | 416,8 m ü. A.                   |
| Strecke · Kopfbahnhof Streckenanfang | 24,7                    | Vareš                           | Vareš                           |
| Strecke · Bahnhof |                         | Breza                           | Breza                           |
| Brücke über Wasserlauf · Strecke |                         | Stavnja (25 m)                  | Stavnja (25 m)                  |
| Abzweig geradeaus und von links · Strecke quer · Strecke nach rechts |                         |                                 |                                 |
| Bahnhof | 244,6 0,0               | Podlugovi                       | 441,5 m ü. A.                   |
| Bahnhof | 251,5                   | Vogošća                         | 466,7 m ü. A.                   |
| Abzweig geradeaus und ehemals nach links · Strecke von rechts (außer Betrieb) | 253,3 0,0               | Abzweigung Montanbahn           | Abzweigung Montanbahn           |
| Brücke über Wasserlauf · Strecke (außer Betrieb) |                         | Vogošća (20 m)                  | Vogošća (20 m)                  |
| Strecke · Bahnhof (Strecke außer Betrieb) |                         | Ljubina                         | Ljubina                         |
| Strecke · Bahnhof (Strecke außer Betrieb) | 20,5                    | Čevljanovići                    | 733,8 m ü. A.                   |
| Strecke · Kopfbahnhof Streckenende (Strecke außer Betrieb) | ≈ 24                    | Ivančići                        | Ivančići                        |
| Haltepunkt / Haltestelle |                         | Dvor seit 1884, heute Reljevo   | Dvor seit 1884, heute Reljevo   |
| Bahnhof | 261,0                   | Rajlovac                        | 486,5 m ü. A.                   |
| Abzweig geradeaus und von rechts |                         | Narentabahn, ab 1966 Ploče-Bahn | Narentabahn, ab 1966 Ploče-Bahn |
| Bahnhof | 263,6                   | Alipašin Most                   | Alipašin Most                   |
| Strecke von links (außer Betrieb) · Abzweig geradeaus und ehemals von rechts |                         | Bosnische Ostbahn               | Bosnische Ostbahn               |
| | 268,4 0,0               | Sarajevo Bosnabahnhof           | 527,3 m ü. A.                   |
| U-Bahn-Strecke |                         | Straßenbahn Sarajevo            | Straßenbahn Sarajevo            |
| U-Bahn-Kopfbahnhof Streckenende | 3,5                     | Sarajevo Stadtbahnhof           | Sarajevo Stadtbahnhof           |
| |                         |                                 |                                 |
| Strecken der Bosnabahn nach Pfeuffer (1892, Seite 333–338 und Tafel XXVI) und nach Die K. K. Bosna-Bahn in ihrer Entwickelung 1878–1888 mit damaliger Kilometrierung und damaligen Höhenangaben |                         |                                 |                                 |

Bosnabahn war der Name der schmalspurigen Bahnstrecke Bosanski Brod–Sarajevo, erbaut zwischen 1878 und 1882. Sie war der Ausgangspunkt für das in bosnischer Spurweite errichtete umfangreiche Bahnnetz im späteren Bosnien und Herzegowina. Sie wurde anfänglich vom Bauunternehmen Hügel & Sager betrieben, später von der k. u. k. Bosnabahn.

## Geschichte
Die Bahnstrecken wurden aus militärischem Kalkül im 19. Jahrhundert geplant und zunächst provisorisch gebaut. Der Ausbau zur Vollbahn mit Normalspur erfolgte nach ökonomischen Kriterien stückweise. Letzte Schmalspurstrecken wurden 1975 stillgelegt.

### Stammstrecke

#### Vorgeschichte und Bau

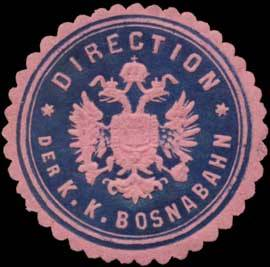
Siegelmarke der Direktion der Bosnabahn

Im Berliner Kongress 1878 wurde Österreich-Ungarn ermächtigt, Bosnien und die Herzegowina unbefristet zu besetzen und zu verwalten. Der friedlich geplante Einmarsch wurde jedoch zum drei Monate dauernden verlustreichen Okkupationsfeldzug. Nebst dem unerwarteten Widerstand mangelte es an ausgebauten Straßen und Verkehrswegen. Die k.u.k. Armee erachtete einen raschen Aufbau eines Eisenbahnnetzes als zwingend notwendig.
1878/79 wurde normalspurige Strecke von Slavonski Brod nach Bosanski Brod mit der 485 Meter langen Savebrücke gebaut. Am 10. Juli 1879 konnte dann die 3,6 Kilometer lange Verbindungsbahn von den Königlich Ungarischen Staatsbahnen eröffnet werden.
Wie befürchtet waren durch starken Regen die Wege so aufgeweicht, dass es für die Fuhrwerke kaum ein Fortkommen gab. Um der Besatzungsarmee ein effizientes Vorankommen zu ermöglichen, erteilte das Kriegsministerium der Bahnverwaltung kurz nach ihrer Gründung die Auflage, den Streckenabschnitt Bosanski Brod – Derventa innerhalb von zwei Monaten zu bauen.

#### Bau der Feldbahn nach Zenica

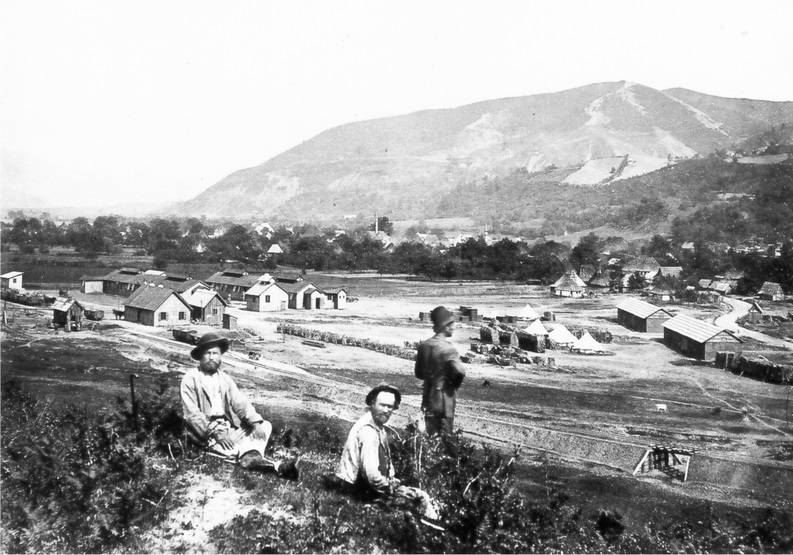
Bau der Bosnabahn mit der Bahnstation Žepče

Um einen schnellen Baufortschritt zu ermöglichen, wurde die Strecke als einfache Rollbahn gebaut.
Die Spurweite von 760 mm ermöglichte eine Trassierung mit engen Kurvenradien und damit eine kostensparende Bauweise. Brücken wurden aus Holz erstellt und die Gleise teils ohne Schotter direkt auf die Erde verlegt. Trotz der einfachen technischen Anforderungen war der Bahnbau von Bosanski Brod nach Zenica wegen der anhaltenden Regenfälle und eines heftigen Save-Hochwassers mit vielen Schwierigkeiten verbunden. Am 22. April 1879 konnte das erste Teilstück von Bosanski Brod nach Žepče
eröffnet werden, am 8. Juni 1879 folgte die Fortsetzung von Žepče nach Zenica. Der Betrieb erfolgte bis zum 9. Oktober 1879 durch die Baufirma Hügel & Sager.
Die Bahnanlage hatte zunächst nur provisorischen Charakter mit leichtem Oberbau, leistungsschwachen Lokomotiven und kleinen Wagen ohne Federung mit nur 2 Tonnen Ladegewicht. Häufig kam es zu Entgleisungen und Zugtrennungen, die jedoch wegen der geringen Geschwindigkeiten nie zu schweren Folgen führten. Für den Personenverkehr wurden offene Güterwagen mit Sitzbänken versehen und mit Segeltuch überdeckt. Die Reise von Bosanski Brod nach Zenica dauerte 15 Stunden. Nach ihrem Übergang zum zivilen Betrieb unter nach wie vor militärischer Verwaltung firmierte die Bahn unter dem Namen k. u. k. Bosnabahn (kkBB).

#### Weiterführung der Linie nach Sarajevo

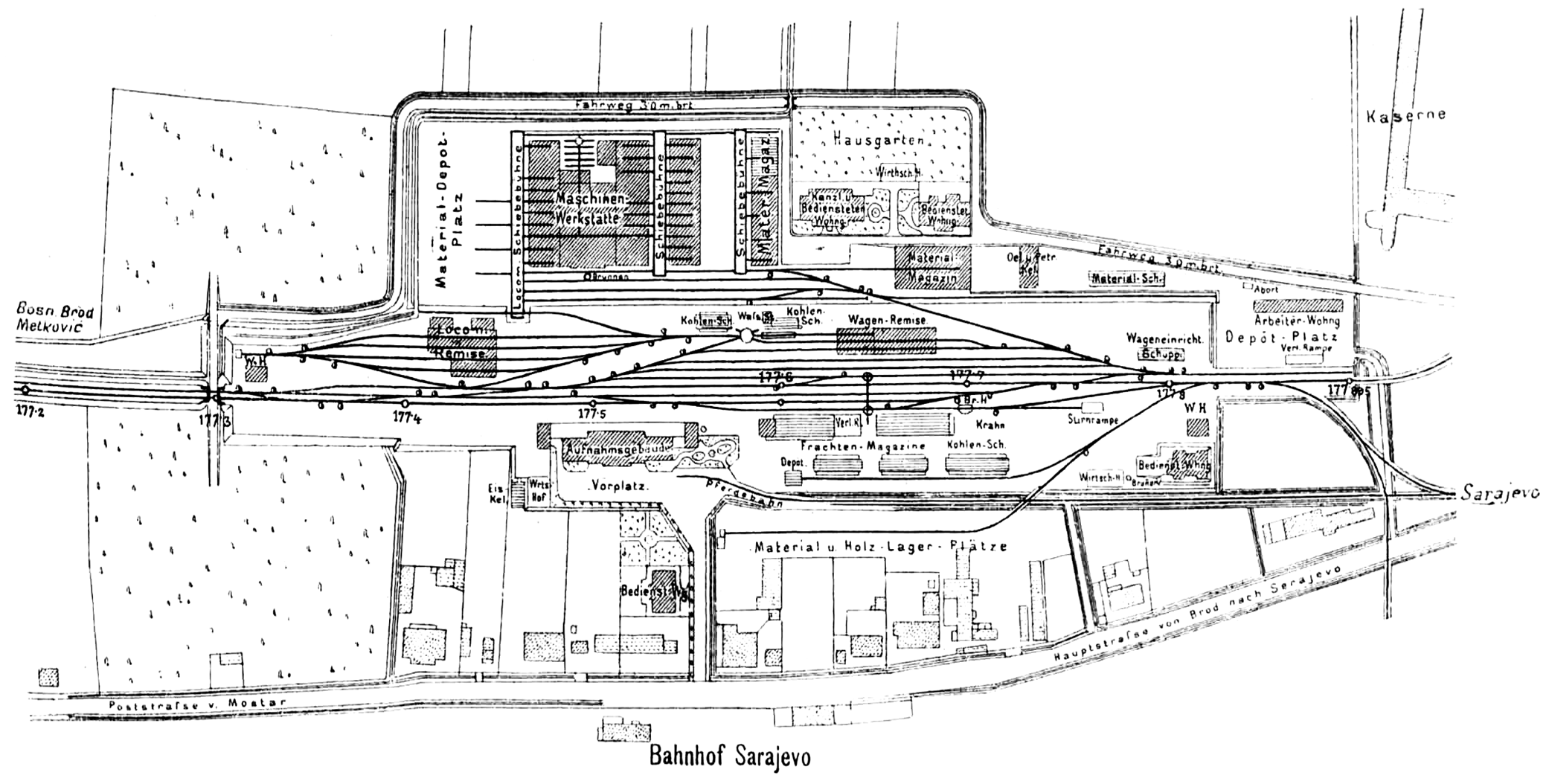
Gleisplan des Bahnhofs Sarajevo

In einer nächsten Ausbaustufe wurde die Linie bis zur Hauptstadt Sarajevo verlängert. Hier wurden bereits Überlegungen angestellt, die Bahn in Normalspur zu bauen, was jedoch nicht finanzierbar war. Immerhin wurde der Unterbau mit 275 Metern Minimalradius für Normalspur ausgelegt, um die spätere Umspurung zu vereinfachen. Der Streckenabschnitt wurde bereits zu Beginn dauerhaft gebaut. Brücken mit mehr als drei Meter Spannweite wurden als Eisenkonstruktionen und Stationsgebäude in Massivbauweise erstellt.
Obwohl der am 4. Oktober 1882 eröffnete Abschnitt Zenica – Sarajevo den Bosnisch-Herzegowinischen Staatsbahn (BHStB) gehörte, wurde die ganze Strecke durchgehend von der Bosnabahn betrieben. Die Eisenbahnbeamten stammten vorwiegend aus Deutschösterreich. Als Direktor der Bosnabahn amtierte Pionier-Oberst Johann Tomaschek.
Der Anschluss Sarajevos an das Eisenbahnnetz führte sofort zu einer starken Verbesserung der Verkehrsverhältnisse und einer Ankurbelung der Wirtschaft.

#### Weitere Entwicklung

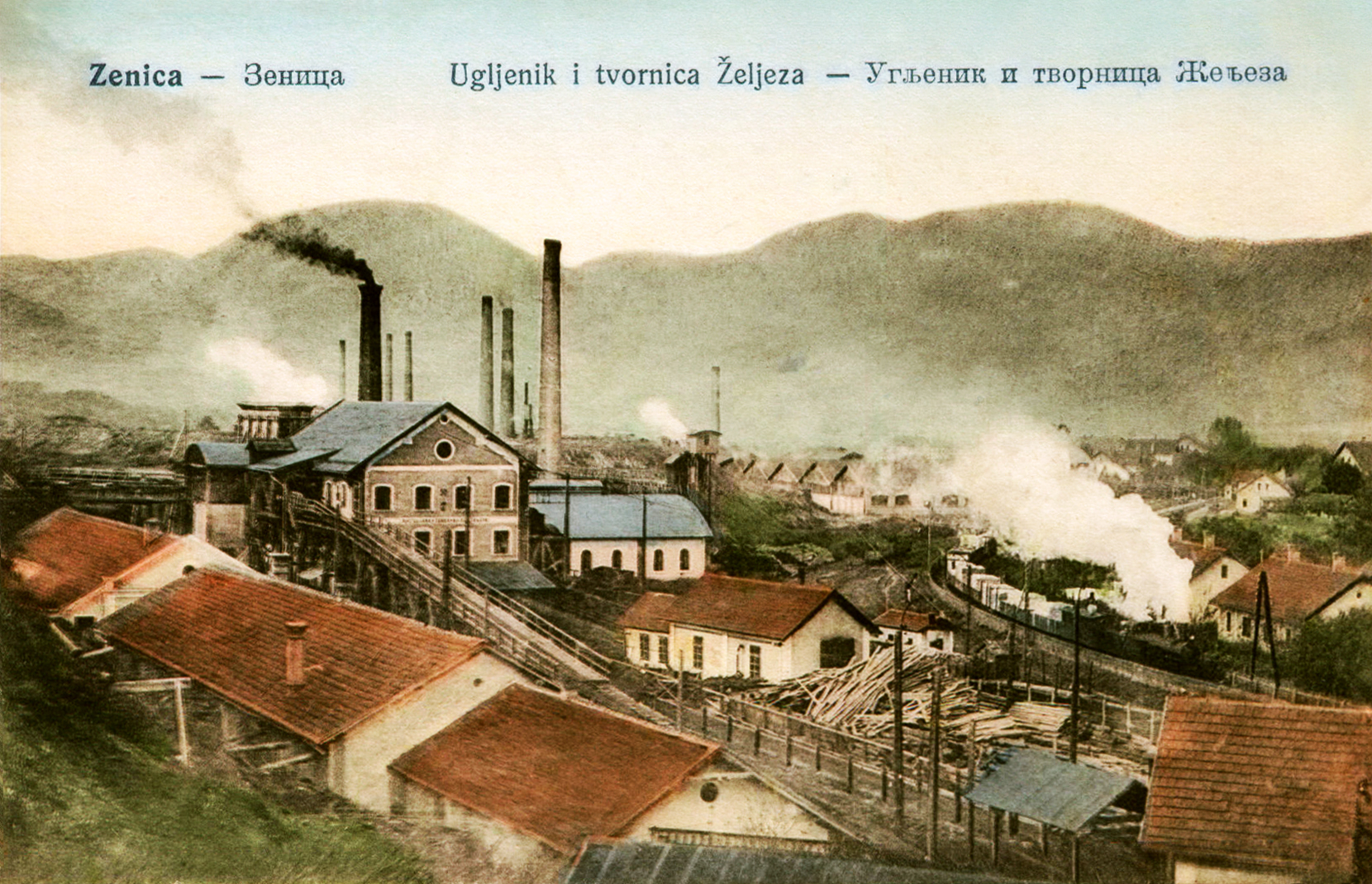
Industrie und Bahn in Zenica um 1900

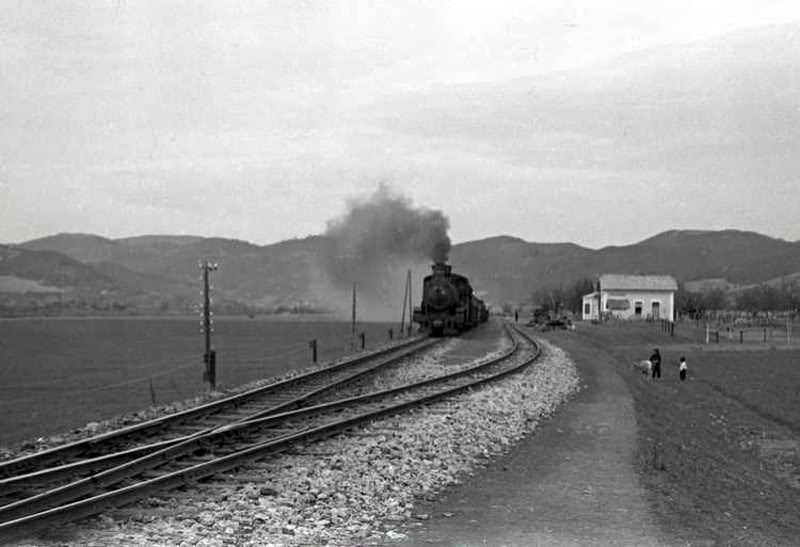
Zur Ausfahrt bereiter Zug im Jahr 1947 in der Ausweiche Porječani zwischen Kakanj und Visoko

Die provisorische Bauausführung erschwerte den zunehmenden Güter- und Personenverkehr. 1887 wurde die Erwärmung der Personenwagen mit Wärmeflaschen durch eine Dampfheizung ersetzt. Ab 1882 wurde der Fahrzeugpark mit leistungsfähigeren Rollmaterial ergänzt. Die neuen dreiachsigen Personen- und Güterwagen, ebenfalls mit Klose-Lenkachsen, zeichneten sich durch einen ruhigen Lauf aus. Die Güterwagen hatten mit 10 Tonnen die gleiche Nutzlast wie Normalspurwagen. Als Lokomotiven wurde die Baureihe IIIa4 mit einstellbaren Klose-Lenkachsen entwickelt und ab 1885 beschafft. 1886 wurde der Sitz der Verwaltung von Derventa nach Sarajevo verlegt. Bis 1889 wurde der Oberbau verstärkt, mehr als 50 Kilometer neu trassiert und Kurven mit weniger als 60 Meter Radius gestreckt.
Die Fahrpläne und die Staffelung der Fahrpreise wurden für den zivilen Nutzen optimiert und so überstieg dieser 1884 erstmals das militärische Transportaufkommen.

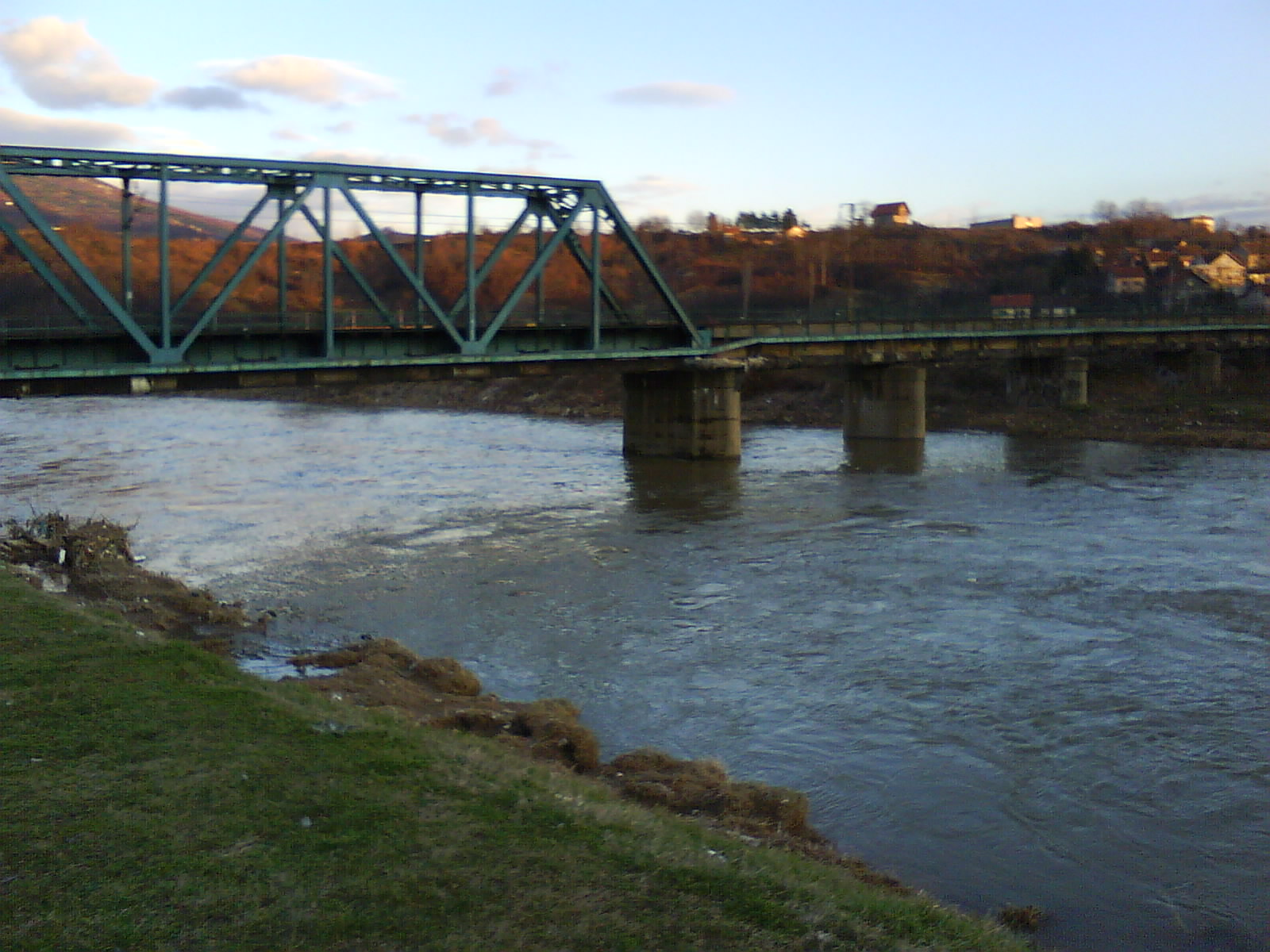
Heutige Normalspurbrücke über die Bosna bei Zenica

Am 27. Juli 1895 wurde die Bosnabahn der bosnisch-herzegowinischen Landesverwaltung übergeben und mit der Bosnisch-Herzegowinischen Staatsbahn zu den Bosnisch-Herzegowinische Staatsbahnen (BHStB) vereinigt.
Die Zeit nach 1900 mit der Industrialisierung, der vermehrten Ausbeutung der Bodenschätze und den zunehmenden Holztransporten führte immer mehr zu Behinderungen im Anschlussbahnhof Bosanski Brod, wo die Güter zwischen den beiden Spurweiten umgeladen werden mussten. 1908 änderten die BHStB ihren Namen in Bosnisch-Herzegowinische Landesbahnen (BHLB).
Nach dem Zusammenbruch der Habsburger Monarchie kamen die Strecken der BHLB zu den Železnice Kraljevine Srba, Hrvata i Slovenaca (SHS, Eisenbahnen des Königreichs der Serben, Kroaten und Slowenen) und später zu den Jugoslawischen Staatsbahnen (JDŽ/JŽ).

#### Umbau auf Normalspur
Im 20. Jahrhundert war die Bosnabahn mit ihrer schmalen Spurweite von 760 Millimetern den Anforderungen nicht mehr gewachsen. Jugoslawien baute 1947 den Abschnitt Sarajevo–Doboj der Bosnabahn auf Normalspur um und verlängerte die Strecke nach Bosanski Šamac. 
Das Schmalspurgleis von Sarajevo nach Doboj blieb parallel zur Normalspur bis in die 1970er-Jahre erhalten, damit die Schmalspurfahrzeuge in die Werkstatt nach Sarajevo überführt werden konnten.

### Stichstrecken
Nicht lange nach Vollendung der Hauptlinie durch das Bosnatal wurden für die Bedürfnisse der lokalen Industrie Seitenlinien gebaut.

#### Montanbahn Vogošća – Čevljanovići – Ivančići
Die 24,1 Kilometer lange Montanbahn Vogošća – Čevljanović wurde im Jahre 1885 eröffnet und diente dem Abtransport von Manganerzen auf Rechnung der „Gewerkschaft Bosna“ sowie der Holzbeförderung. Die Industriebahn gehörte dem bosnisch-herzegowinischen Landesärar. Sie wurde am 15. Mai 1894 nach Ivančići verlängert. 14 Kilometer der Strecke waren als Überlandstraßenbahn ausgebildet. Die Kunstbauten bestanden aus Trockenmauern und hölzernen Brücken.

#### Doboj – Tuzla – Simin Han

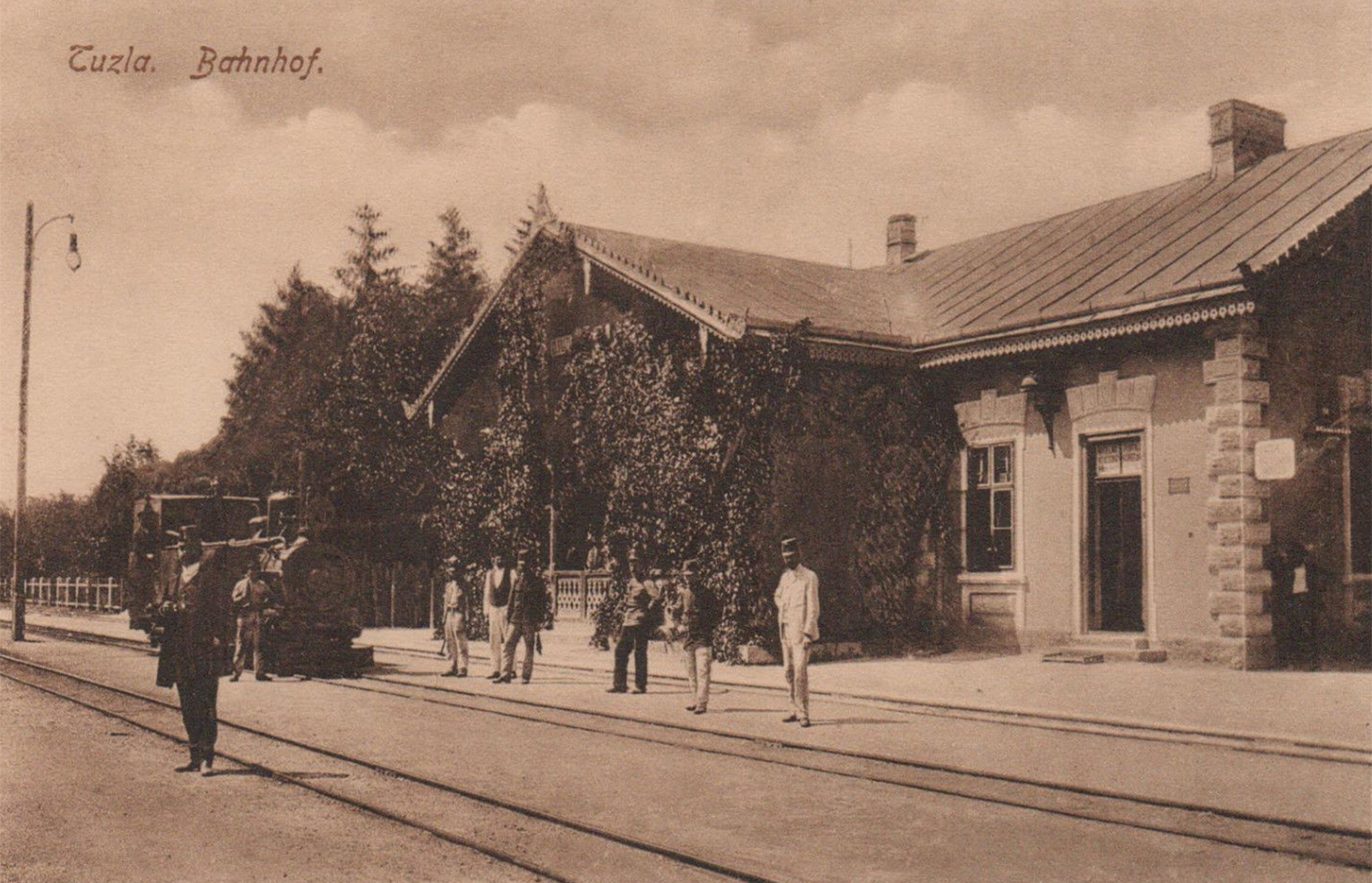
Der Bahnhof Tuzla erhielt nur ein bescheidenes Aufnahmsgebäude.

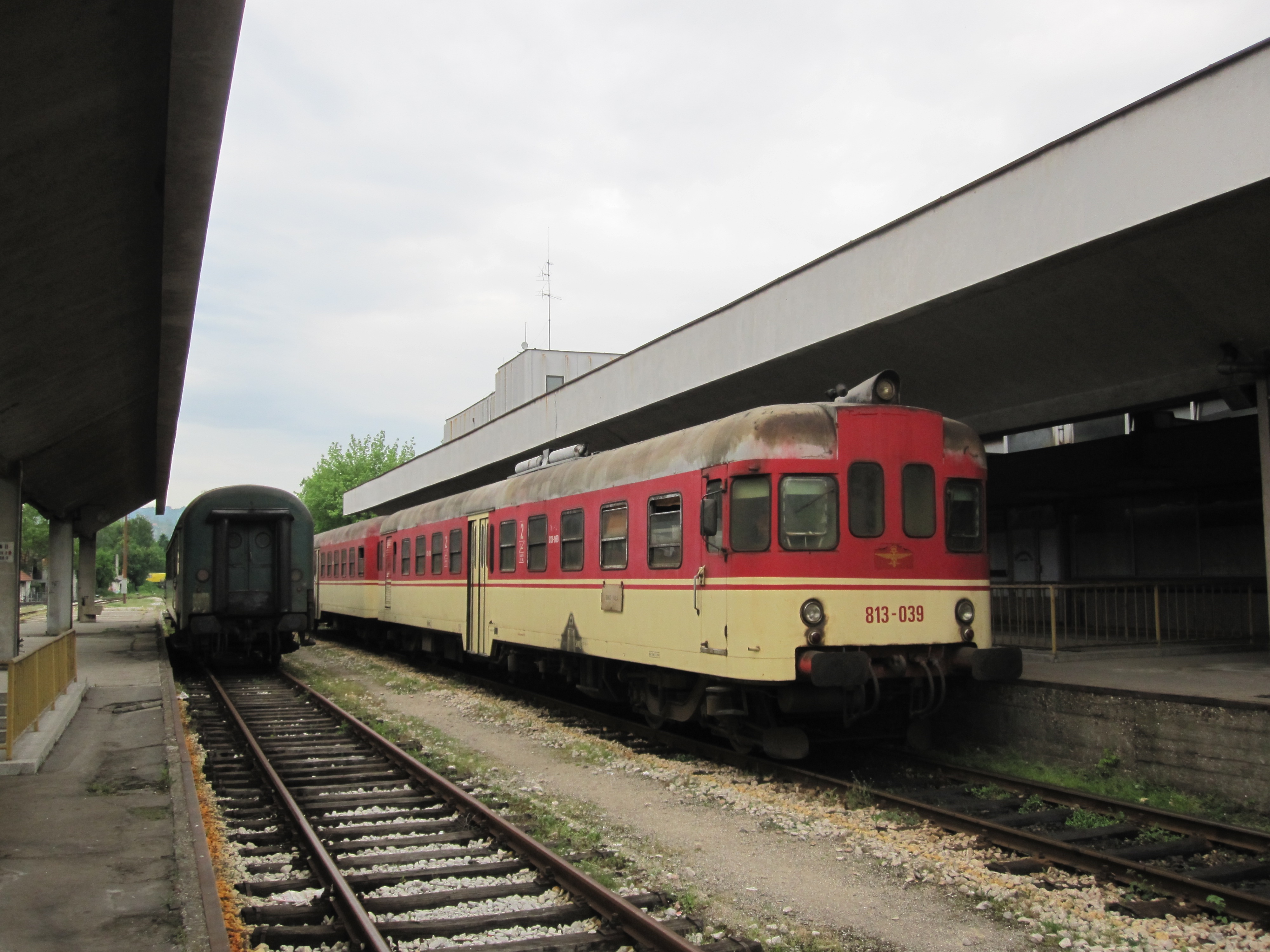
Ein nach Doboj verkehrender Interentitätszug wartet im Bahnhof von Tuzla.

Die 1886 als Flügelbahn eröffnete Strecke führte von Doboj durch das Sprečatal zur Industriestadt Dolnj Tuzla und weiter zu den Salinen bei Simin Han. Die Saline, der Ringofen von Tuzla und die Braunkohlegruben von Kreka waren an die Bahn angeschlossen.
Obwohl die Strecke der Bosnisch-Herzegowinischen Staatsbahn (BHStB) gehörte, wurde sie von der Bosnabahn betrieben. Die 6 Kilometer lange Stichstrecke Karanovac – Gračanica diente dem Personen- und Güterverkehr der Stadt Gračanica. Die meisten Kunstbauten hatten nur provisorischen Charakter und waren größtenteils aus Holz gebaut.
Als Folge des Bosnienkriegs kam der Bahnverkehr auf der 1947 bis 1951 auf Normalspur umgebauten Strecke Doboj – Tuzla zum Erliegen. Nach der Teilung Bosnien-Herzegowinas in zwei Entitäten infolge des Dayton-Vertrags kam das Teilstück Doboj – Petrovo Novo zu den Željeznice Republike Srpske (ŽRS) und der in der Föderation Bosnien und Herzegowina liegende Abschnitt 2001 zu den Željeznice Federacije Bosne i Hercegovine (ŽFBH). Seit 2003 pendelt zweimal täglich ein sogenannter Interentitätszug zwischen Doboj und Tuzla.

#### Schleppbahn Podlugovi – Vareš
Die heute normalspurige Schleppbahn verbindet das Eisenwerk Vareš mit der Station Podlugovi und ist 24,7 Kilometer lang. Sie war im Eigentum der Varešer Eisenindustrie-Aktiengesellschaft und diente hauptsächlich dem Abtransport des Eisens. Daneben verkehrten auch Personenzüge. Der Betrieb wurde von den BHStB auf Rechnung der Industrie-Aktiengesellschaft geführt.

#### Pferdebahn Sarajevo

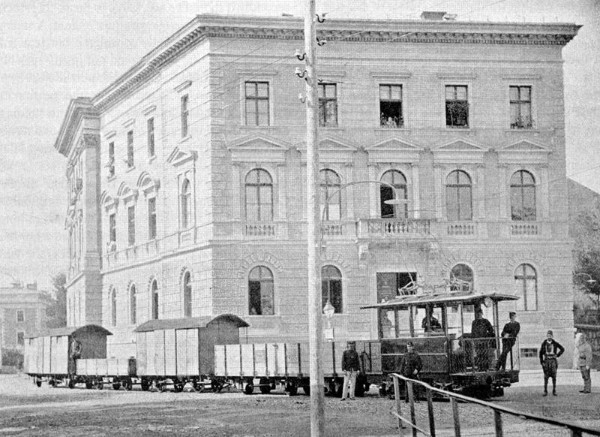
Die in Sarajevo ankommenden Güterwagen wurden mit der Straßenbahn in die Stadt befördert.

Der rund drei Kilometer von Stadtmitte entfernte Bahnhof von Sarajevo wurde 1884 durch eine Pferdebahn mit dem Zentrum verbunden. Die ankommenden Güterwagen wurden auf dem Straßenbahngleis bis zum Stadtbahnhof weiterbefördert. Die Trambahn erreichte jedoch bald ihre Kapazitätsgrenze. Sie wurde im Jahre 1895 elektrifiziert und ist seit 1897 im Eigentum der Stadt Sarajevo. Der Betrieb wurde auf Rechnung der Stadt von der Bosnabahn und später von den BHStB geführt. 

#### Waldbahnen
Die 118,7 km lange Krivaja-Waldbahn Zavidovići – Olovo – Kusače zweigt in Zavidovići von der Stammlinie ab und führt entlang des Flusses Krivaja nach Olovo und Kusače hinauf. Die Bahn war im Eigentum des Landesärars, jedoch an eine Firma verpachtet und diente ausschließlich dem Holztransport.
Die Usoratalbahn und die Waldbahn Teslić beförderten Holz aus den umfangreichen Wäldern zwischen Teslić und Banja Luka nach Doboj.
→ Hauptartikel: Usoratalbahn
Verschiedene kleinere Waldbahnen wurden jeweils auf die Dauer der Holzeinschlagverträge gebaut.

## Streckendaten

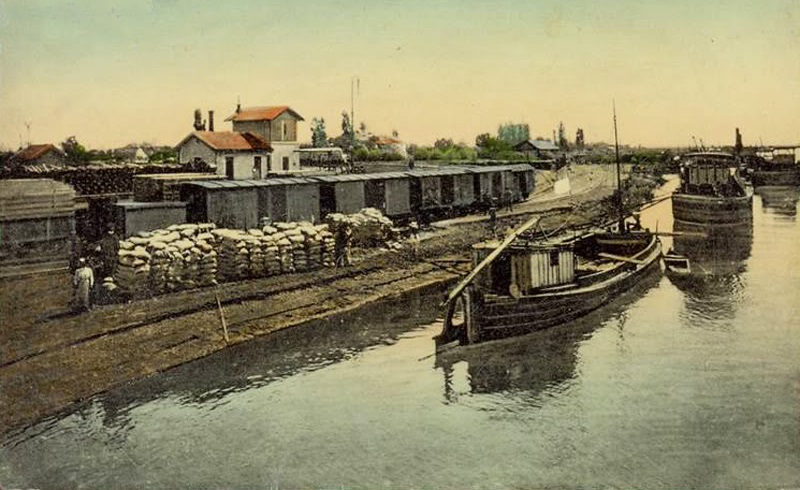
In Bosanski Brod wurden Güter von der Bosnabahn auf die Save-Schiffe umgeladen.

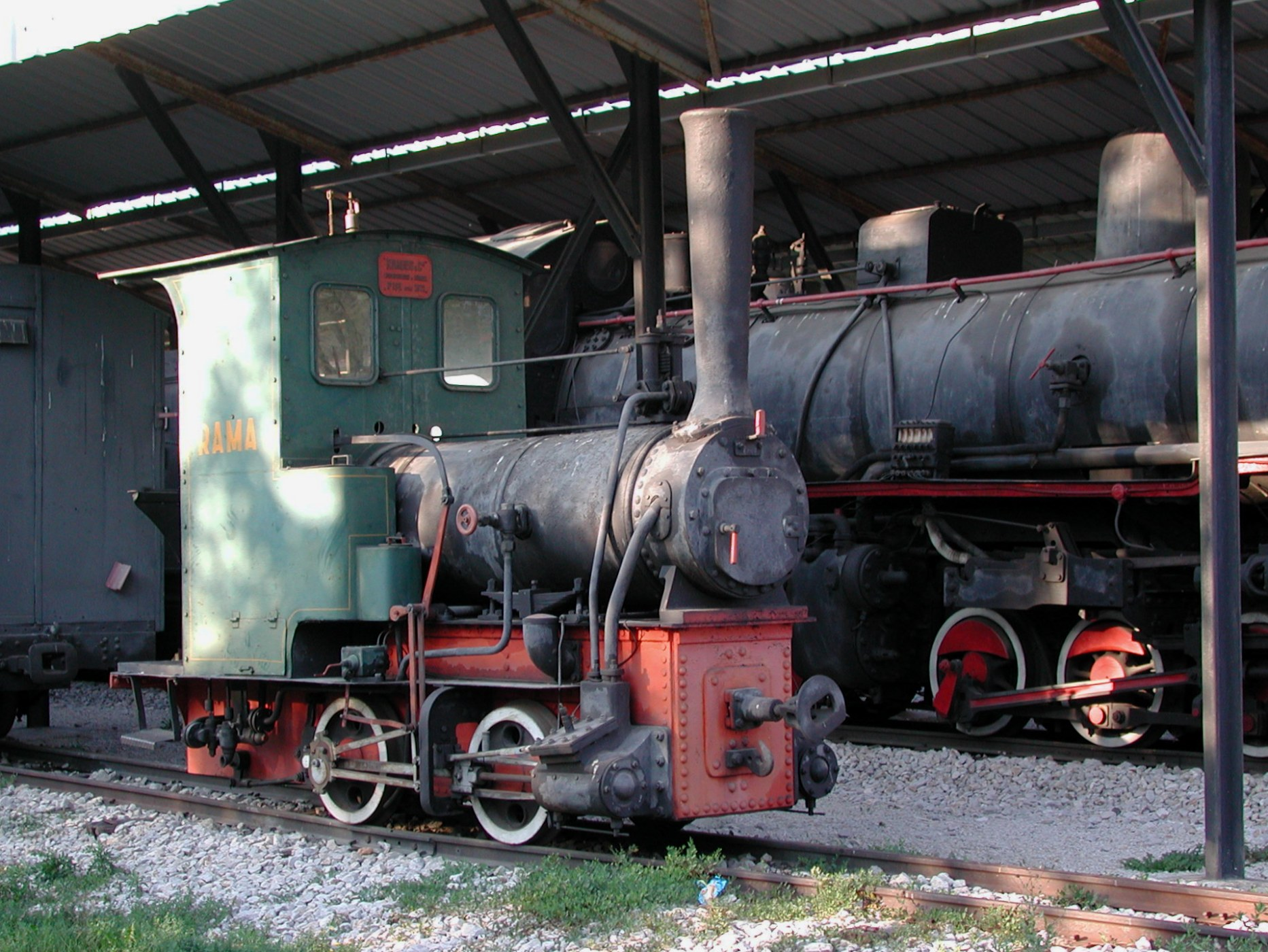
Anfänglich wurden auf der Bosnabahn im Streckendienst Baulokomotiven der Firma Hügel & Sager wie die hier abgebildete „Rama“ eingesetzt.

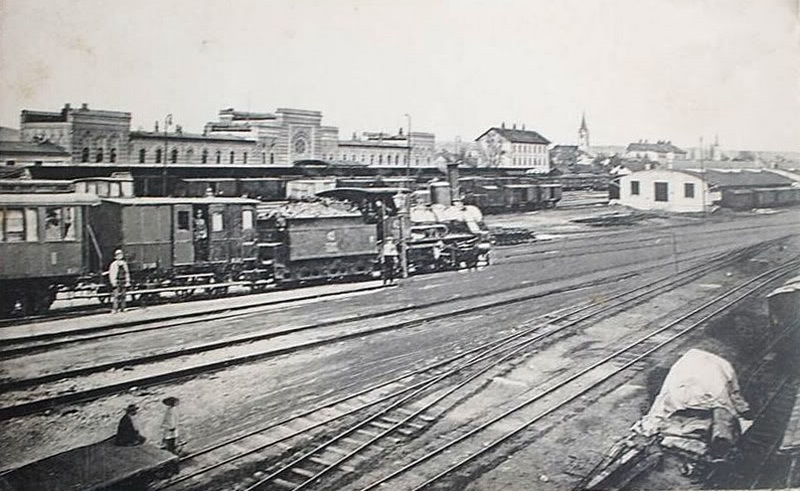
Bahnhof Bosanski Brod mit dem eindrucksvollen Empfangsgebäude im Hintergrund.

### Streckeneröffnungen
Die Bahnverwaltung eröffnete folgende Streckenabschnitte mit Bosnischer Spurweite:
- 22. April 1879: Bosanski Brod[1] – Doboj – Žepče
- 8. Juni 1879: Žepče – Zenica
- 4. Oktober 1882: Zenica – Lašva – Podlugovi – Vogošća – Sarajevo

Zudem betrieb die Bosnabahn folgende Bahnen, auch mit Bosnaspur:
- ab 1. Jänner 1885: Straßenbahn Sarajevo
- ab 26. Jänner 1885: Vogošća – Čevljanovići
- ab 29. April 1886: Doboj – Tuzla – Simin Han (Eigentum der BHStB)

Bereits durch die BHStB wurden eröffnet:
- am 14. Jänner 1898 die kurze Stichstricke Karanovac – Gračanica
- Im November 1895 die Strecke Podlugovi – Vareš

### Parameter
| Streckenabschnitt                 | Streckenlänge                          | Maximale Steigung | Minimaler Radius              |
| --------------------------------- | -------------------------------------- | ----------------- | ----------------------------- |
| Bosanski Brod – Zenica            | ursprünglich 189,7 km um 1912 185,8 km | 13,6 ‰            | ursprünglich 35 m später 60 m |
| Zenica – Sarajevo                 | ursprünglich 78,6 km um 1912 78,3 km   | 8 ‰               | 275 m                         |
| Montanbahn Vogošća – Čevljanovići | 20,5 km                                | 25 ‰              | 40 m                          |
| Doboj – Tuzla – Simin Han         | 66,7 km                                | 10 ‰              | 80 m                          |

### Betriebseinstellungen

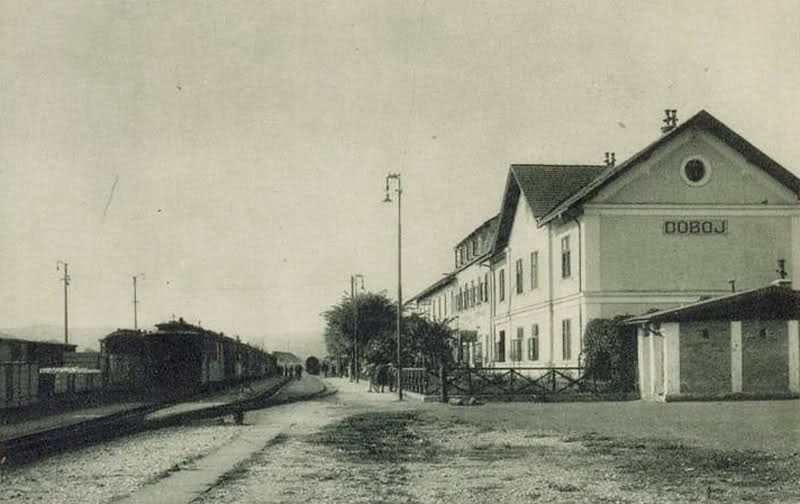
Doboj war wegen der Abzweigung nach Tuzla ein wichtiger Bahnhof.

Auf den Schmalspurstrecken wurde der Betrieb im Verlaufe der Zeit eingestellt:
- 1945 Tuzla – Simin Han
- 16. November 1947 (Inbetriebnahme der Normalspurstrecke nach Bosanski Šamac): Doboj – Zenica
- 25. Mai 1963: Vogošća – Ivančići
- 1966 (Inbetriebnahme der Normalspurstrecke Sarajevo – Ploče): Lašva – Sarajevo
- 1. November 1967: Karanovac – Gračanica
- 1. April 1968: Derventa – Doboj
- 26. Mai 1969: Bosanski Brod – Derventa
- 1. Juni 1975: Zenica – Lašva[12]

## Streckenbeschreibung

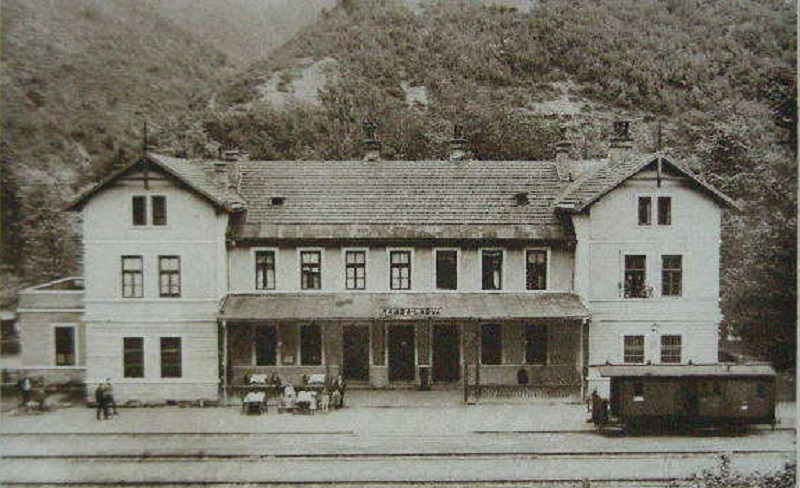
Die Station Lašva im Jahr 1929

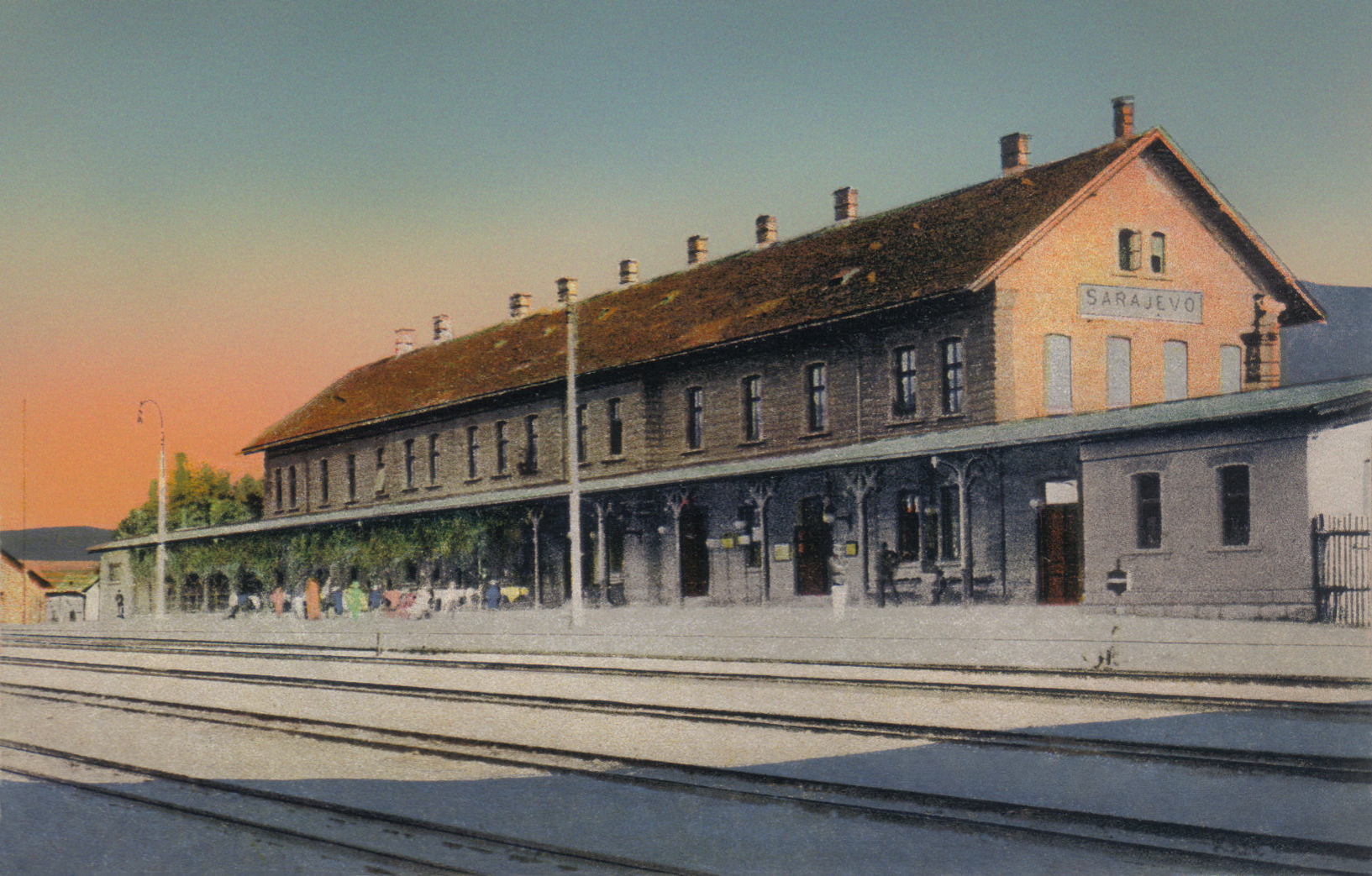
Der Bahnhof Sarajevo wurde von der Bosnabahn betrieben.

Bosanski Brod, der Ausgangspunkt der Bosnabahn, war mit einer über die Save führenden normalspurigen Verbindungslinie mit Slavonski Brod an der Bahnstrecke Dalj–Slavonski Brod verbunden. Die Bosnabahn folgte zunächst flussaufwärts der Save bis Sijekovac und weiter entlang der Ukrina nach Derventa. Von dort führte die Trasse durch das Hügelland hinauf nach Vrhovi. Zur Überwindung der Wasserscheide zwischen Save und Bosna nahm die Bahn die Hilfe von Kehrschleifen mit engen Kurvenradien in Anspruch. Entlang des Flusses Veličanka erreichte die Strecke bei Kotorsko die Bosna, welcher sie nun flussaufwärts folgte.
Kurz vor Doboj führte die Bahn mit einer Hangbrücke durch einen engen Taleinschnitt, um kurz nach Doboj zum ersten Mal die Bosna zu überqueren. Sie zog nun am rechten Bosnaufer vorbei an Kulturflächen und steilen Kalkfelsen nach Trbuk und überquerte kurz vor Maglaj zum zweiten Mal die Bosna. Nach Maglaj blieb die Bahn am linken Ufer und überquerte nach der Stadt Žepče die Bosna ein drittes Mal. Nun folgte die Trasse dem rechten Flussufer und erreichte die lange felsige Talenge von Vranduk zwischen dicht bewaldeten Berglehnen und zahlreichen Felspartien. Kurz bevor die Bahn in den fruchtbaren Talkessel von Zenica gelangte, überquerte sie die Bosna ein viertes Mal.
Nach Zenica folgte die Strecke dem linken Ufer der Bosna vorbei an Wiesen, Äckern und vorgeschobenen Berglehnen. Nach der Station Janjići überquerte sie die Lašva und erreichte die gleichnamige Station, wo die ins Lašvatal führende Strecke nach Donji Vakuf abzweigte. In zahlreichen Windungen erreichte die Bosnabahn Kakanj-Doboj, um nachher ein weiteres Mal den namengebenden Fluss zu überqueren. Die Züge fuhren in stetiger Steigung nach Visoko und nach Überquerung der Stavnja in den Ort Vogošća. Die Trasse folgte zunächst weiterhin der Bosna und dann der Miljacka bis zu ihrem Ziel, der Landeshauptstadt Sarajevo.

## Rollmaterial

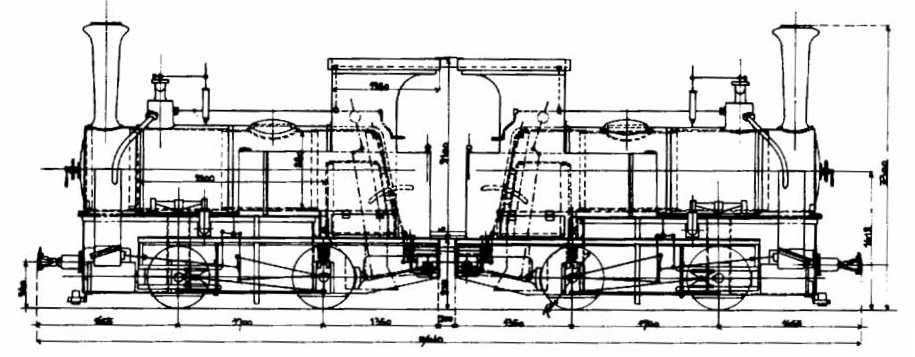
Die Zweikuppler-Lokomotiven Nr. 1–16 wurden als Doppellokomotiven eingesetzt. Für die Bedienung der beiden Lokomotiven genügte ein Lokomotivführer und ein Heizer.

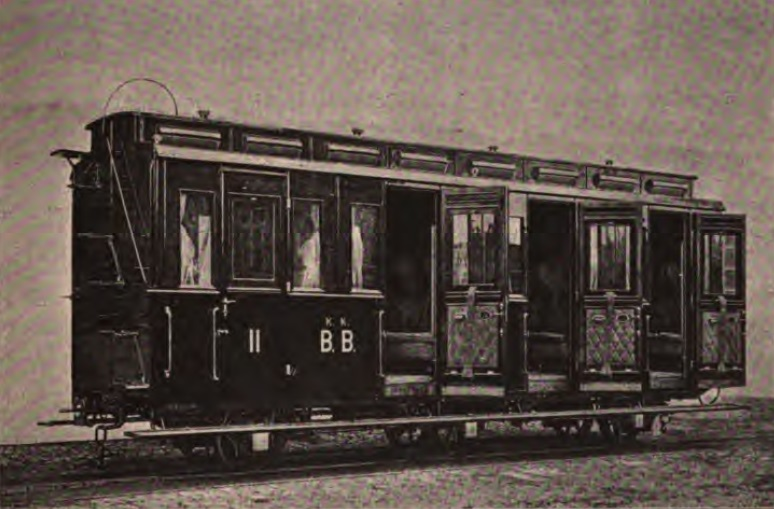
Dreiachsiger Erst-/Zweitklasswagen mit 8 Meter Länge. Der mittlere Radsatz war als Klose-Leckachse ausgebildet, was die Fahrt durch die engen Kurven erleichterte.

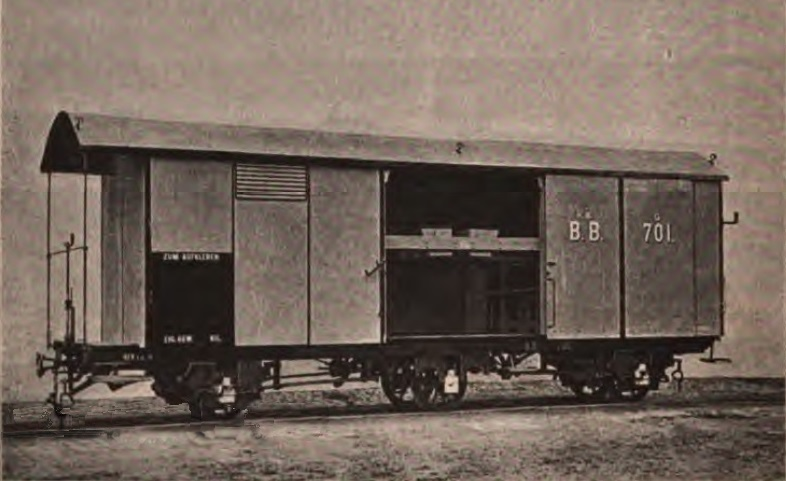
Gedeckter Güterwagen mit 10 Tonnen Ladegewicht, geliefert von der Wagonfabrik F. Ringhoffer in Prag-Smichov.

Das Rollmaterial der Baufirma Hügel & Sager bestand aus 24 kleinen B-Tenderlokomotiven der Bauart Krauss mit einer Leistung von lediglich 20 bis 60 PS. Nach Beendigung des Feldzugs wurden auf Grund eines Wettbewerbs 1881 acht kräftigere B+B-Doppellokomotiven mit den Nummern 1–16 von Krauss in München und Linz beschafft. Die Maschinen beförderten 120 Tonnen Anhängelast auf 13,6 ‰ Steigung, waren aber umständlich zu bedienen. 
Richard von Helmholtz, Chefkonstrukteur bei der Lokomotivfabrik Krauss, entwickelte zusammen mit Adolf Klose die Maschinen der Nummern 21–39 mit Innenzylindern, Klose-Lenkachse und Klose-Stütztender, die 50 km/h erreichten und eine Leistung von 200 PS entwickelten. Die Bosnabahn und die Bosnisch-Herzegowinischen Staatsbahn (BHStB) übergaben 34 dieser Dreikupplermaschinen dem Betrieb.
Zur Beschleunigung des Personenverkehres beschafften die Bosnabahn im Jahre 1894 eine und die BHStB sieben weitere 1'B1'-Schlepptenderlokomotiven Nummer 41–48. Es waren die ersten Verbundmaschinen Bosnien-Herzegowinas und mit Geschwindigkeiten von bis zu 60 km/h stellten sie zur damaligen Zeit viele Normalspurlokomotiven in den Schatten.
| Achsfolge | kkBB- Nr.   | Baujahr   | Hersteller                 | BHStB-Nr. ab 1895 BHLB-Nr. ab 1908 SHS-Nr. ab 1918 | JDŽ-Nr.       | Bild |
| --------- | ----------- | --------- | -------------------------- | -------------------------------------------------- | ------------- | ---- |
| B+Bt Bt   | 1–13, 15–16 | 1881–1883 | Krauss/München Krauss/Linz | IIa2 11–23, 25–26                                  | 173-001 – 015 |      |
| B+Bt Bt   | 14          | 1881–1883 | Krauss/München Krauss/Linz | IIa2 24                                            | –             |      |
| C1't      | 21–28       | 1885–1989 | Krauss/Linz                | IIIa4 201–209                                      | 189-001 – 109 |      |
| C1't      | 29–34       | 1890–1992 | Krauss/Linz                | IIIa4 211–216                                      | 189-011 – 016 |      |
| C1't      | 35–39       | 1993      | Krauss/Linz                | IIIa4 222–226                                      | 189-022 – 026 |      |
| 1'B1'     | 201         | 1894      | Krauss/Linz                | IIa4 101                                           | –             |      |